# El páramo (pel·lícula de 2021)
El páramo és una pel·lícula de drama de terror espanyola del 2021 dirigida per David Casademunt a partir d'un guió de Casademunt, Fran Menchón i Martí Lucas. La pel·lícula és protagonitzada per Inma Cuesta, Asier Flores i Roberto Álamo. Va ser llançat a Netflix el 6 de gener de 2022.

## Argument
Diego és un nen que viu amb els seus pares en una barraca enmig del no-res. La seva mare, Lucía, és amable, mentre que el seu pare, Salvador, és sever i solemne. Un vespre, el pare d'en Diego li parla d'una bèstia que segueix una persona al voltant i s'alimenta de la seva por.
Un dia, la família troba un home molt ferit en un vaixell. Salvador intenta curar l'home. L'home entra a la barraca i agafa un rifle i l'apunta cap a Diego i Lucía. Se sent un tret, i es veu l'home disparat al cap. Mentre miren les seves pertinences, troben un retrat familiar. Aquella nit, el pare d'en Diego li parla de la seva germana, que va veure la bèstia a casa seva. En Salvador, que no pot veure la bèstia, diu a Diego que si algú la veu, la seva vida es desespera. En Salvador decideix anar a buscar la família de l'home pel seu compte.
Durant els dies següents, Lucia veu com una presència s'acosta a la barraca cada nit; Diego no la veu. La seva mare comença a actuar de manera irregular i es talla els cabells. Ella li diu a Diego que la presència és fora i l'empeny fora, dient-li que la bèstia la desitja. Diego torna força a la barraca i es troba a la seva mare malferida a terra. Aleshores veu la bèstia caminant cap a ells. Diego finalment troba prou coratge per enfrontar-se a la bèstia; agafa una pistola i li dispara. Llavors incendia la barraca i arrossega la seva mare fora. La posa en una carretilla i es dirigeix cap al riu, només per descobrir que ha mort. Flota el seu cos pel riu i marxa amb propòsit.

## Repartiment
- Inma Cuesta com a Lucia
- Roberto Álamo com a Salvador
- Asier Flores com a Diego
- Alejandra Howard[1] as Juana
- Víctor Benjumea com l'home del vaixell

## Producció
El cineasta David Casademunt va concebre inicialment el concepte original de la pel·lícula el 2012 i va començar a desenvolupar la idea en un guió. El setembre de 2017, la pel·lícula va entrar oficialment en desenvolupament com a part del Programa Pitchbox del  Festival de Sitges, i Casademunt dirigirà el projecte des del seu propi guió. L'any següent, la pel·lícula va rebre el suport del programa de llançament Blood Window de Ventana Sur a Llatinoamèrica i finançament de l'Escuela de Cinematografía y del Audiovisual de la Comunidad de Madrid. El guió es va completar a l'agost de 2018 i el Festival Internacional de Cinema de Toronto va convidar Casademunt al seu Filmmaker Lab per obtenir suport i finançament. Va qualificar la selecció com un "premi enorme" i va dir que crearia una pel·lícula que "podria ser estimada per tots els públics".
El febrer de 2020, la productora espanyola Rodar y Rodar es va incorporar al projecte com a principal productora. Marina Padró de Rodar y Rodar va qualificar Casademunt de "nova promesa del cinema espanyol". Els col·laboradors freqüents Fran Menchón i Martí Lucas van ser acreditats com a coguionistes del guió, i Casademunt va descriure el llargmetratge com "una pel·lícula sobre els dimonis que tenim dins [i] com aquests dimonis ens transformen en adults defectuosos". Durant una conferència de premsa l'octubre de 2020, es va anunciar que Netflix havia adquirit els drets de distribució mundial del projecte. Inma Cuesta, Roberto Álamo, i Asier Flores van ser elegits per als papers principals el febrer de 2021 .
La fotografia principal va començar a principis de febrer de 2021 i va durar fins al juliol d'aquell any. El rodatge es va dur a terme principalment en un erm de la província de Terol, així com als municipis de Blancas i Villarquemado, amb rodatge en exteriors  les llacunes de Gallocanta i El Cañizar .

## Estrena
La pel·lícula es va estrenar mundialment l'11 d'octubre de 2021 al LIV Festival Internacional de Cinema Fantàstic de Catalunya, com a part de la selecció oficial del festival.
Va ser llançat a nivell mundial a Netflix el 6 de gener de 2022

## Recepció
En la ressenya de Cinemanía, Miguel Ángel Romero va donar a la pel·lícula 3 de 5 estrelles i va considerar que Inma Cuesta i Asier Flores reflecteixen la delicadesa de la ment humana. També va assenyalar que la pel·lícula ajuda a visibilitzar les malalties mentals en un moment en què la defensa de la salut mental és primordial.
Raquel Hernández Luján de HobbyConsolas li va donar 68 punts sobre 100, considerant que l'ambient, les actuacions i la banda sonora són els millors de la pel·lícula, alhora que va valorar negativament que la pel·lícula presenta parts repetitives i moments en què la lògica interna es veu compromesa.